# 赫斯尔旺
赫斯尔旺是德国巴伐利亚州的一个市镇。总面积16.18平方公里，总人口1239人，其中男性635人，女性604人（2011年12月31日），人口密度77人/平方公里。